# آرثر همفريز
آرثر همفريز (بالإنجليزية: Arthur Humphries)‏ هو لاعب اتحاد الرغبي نيوزلندي، ولد في 15 فبراير 1874 في نيو بلايموث في نيوزيلندا، وتوفي في 13 أبريل 1953 في وانجانوي في نيوزيلندا.